# Flexion du biceps

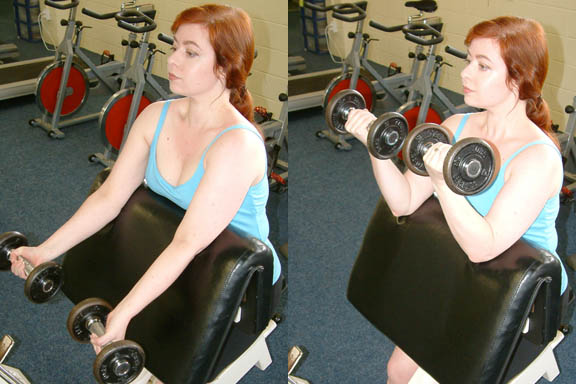
Flexion biceps sur un pupitre Larry Scott.

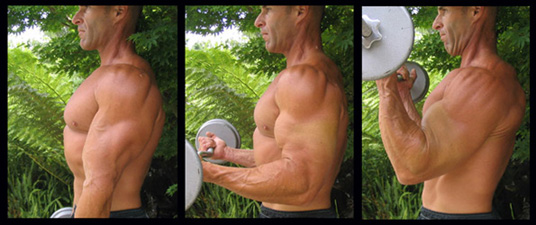
Flexion biceps avec une barre.

La flexion du biceps (biceps curl en anglais) est un exercice classique de musculation ayant pour cible le muscle biceps brachial. C'est un mouvement d'isolation.
Les flexions des biceps peuvent être exécutées à l'aide :
- d'haltères ;
- de barre droite ou avec barre E-Z ;
- d'un câble relié à une poulie ;
- d'une machine.

## Biomécanique du mouvement
Lors de la réalisation du curl, plus les bras sont écartés (rotation externe du bras) par rapport à "la position anatomique de référence" (écartement des bras de la largeur des épaules) et plus la courte portion du biceps est sollicitée. Inversement, avec une rotation interne du bras, la longue portion du biceps est plus mobilisée.

## Exercices
- Curl avec haltères